# 2008–2009-es holland labdarúgókupa
A 2008–2009-es holland labdarúgókupa a KNVB beker 91. sorozata volt. A kupasorozatot a Holland labdarúgó-szövetség rendezte, egyenes kieséses rendszerű, hét fordulós sorozat volt, melynek az első fordulójában csak kisebb csapatok vettek részt. A mérkőzéseket 2008. augusztus 30. és 2009. május 17. között játszották. A címvédő Feyenoord a negyedik fordulóban esett ki a későbbi győztessel szemben. A döntőben az SC Heerenveen és az FC Twente csapatai 2–2-es döntetlent játszottak, tizenegyesekkel a Heerenveen csapata nyerte a kupát.

## Csapatok
A táblázat mutatja, hogy egyes fordulókba Hollandia mely tartományaiból jutottak be csapatok.
| Tartomány     | 1. ford. | 2. ford.1 | 3. ford. | 4. ford. | ND | ED | D | Gy |
| ------------- | -------- | --------- | -------- | -------- | -- | -- | - | -- |
| Dél-Holland   | 11       | 7+5       | 7        | 5        | 0  | 0  | 0 | 0  |
| Drenthe       | 2        | 1+1       | 1        | 0        | 0  | 0  | 0 | 0  |
| Észak-Brabant | 9        | 1+10      | 6        | 1        | 1  | 1  | 0 | 0  |
| Észak-Holland | 4        | 2+5       | 4        | 2        | 2  | 1  | 0 | 0  |
| Flevoland     | 0        | 0+1       | 1        | 0        | 0  | 0  | 0 | 0  |
| Frízföld      | 1        | 0+2       | 2        | 1        | 1  | 1  | 1 | 1  |
| Gelderland    | 7        | 5+4       | 6        | 4        | 2  | 0  | 0 | 0  |
| Groningen     | 4        | 1+2       | 1        | 1        | 0  | 0  | 0 | 0  |
| Limburg       | 2        | 1+4       | 2        | 1        | 1  | 0  | 0 | 0  |
| Overijssel    | 5        | 3+5       | 2        | 1        | 1  | 1  | 1 | 0  |
| Utrecht       | 3        | 3+1       | 0        | 0        | 0  | 0  | 0 | 0  |
| Zeeland       | 0        | 0+0       | 0        | 0        | 0  | 0  | 0 | 0  |
| Összesen      | 48       | 24+40 64  | 32       | 16       | 8  | 4  | 2 | 1  |

1Az első szám az 1. fordulóból továbbjutott csapatok szám, a második szám azon csapatoké, melyek ekkor kapcsolódtak be a sorozatba.

ND = Negyeddöntő

ED = Elődöntő

D = Döntő

Gy = Győztes

## Eredmények
Az első és második forduló sorsolását 2008. július 8-án tartották Zeistben, a Holland labdarúgó-szövetség székhelyén.

### Első forduló
Az első fordulóban 48 amatőr csapat vett részt. 35 közülük a Hoofdklasse, azaz a holland harmadosztály csapata, 12 a negyedosztályból, vagy még alacsonyabb osztályú bajnokságból nevezett, és két tartalékcsapat vett részt a fordulóban.
A mérkőzésekre 2008. augusztus 30-án és 31-én került sor.
| 1. csapat        | Eredmény              | 2. csapat     |
| ---------------- | --------------------- | ------------- |
| HSC '21          | 2–1                   | DOTO          |
| Groene Ster      | 1–2 (h.u.)            | FC Lisse      |
| SMVC Fair Play   | 0–2                   | Ajax Amateurs |
| Quick Boys 2     | 7–2                   | Hollandia 2   |
| Sparta Nijkerk   | 5–0                   | RKVVO         |
| Hoogeveen        | 1–3                   | Be Quick '28  |
| De Bataven       | 3–3 (h.u., b.p.: 3–1) | ONS Sneek     |
| GVVV             | 1–1 (h.u., b.p.: 4–2) | Deurne        |
| HHC Hardenberg   | 2–1                   | Schijndel     |
| UNA              | 0–2                   | Kozakken Boys |
| Spakenburg       | 2–2 (h.u., b.p.: 8–7) | Gemert        |
| Achilles '29     | 3–1                   | Achilles Veen |
| Baronie          | 0–4                   | Quick Boys    |
| Rijnsburgse Boys | 5–0                   | DESK          |
| IJsselmeervogels | 4–0                   | Glanerbrug    |
| SHO              | 1–2                   | Papendrecht   |
| De Treffers      | 4–0                   | Excelsior '31 |
| Argon            | 1–3                   | Capelle       |
| Eems Boys        | 0–3                   | EHC           |
| ASVB             | 0–10                  | Haaglandia    |
| DWV              | 0–1                   | FC Lienden    |
| WKE              | 3–1                   | Unitas        |
| XerxesDZB        | 1–6 (h.u.)            | Be Quick 1887 |
| Westlandia       | 1–1 (h.u., b.p.: 5–6) | Hollandia     |

### Második forduló
A második fordulóban az első forduló 24 továbbjutó csapata mellett két ificsapat is részt vett (az ifjúsági bajnokság és kupa győztesei), valamint az első és másodosztály teljes mezőnye.
A mérkőzéseket 2008. szeptember 23-án, 24-én és 25-én rendezték.
Résztvevők
| League               | No. |
| -------------------- | --- |
| Eredivisie           | 18  |
| Eerste Divisie       | 20  |
| Hoofdklasse          | 22  |
| Eerste Klasse        | 1   |
| Tartalékcsapatok     | 1   |
| Ifjúsági bajnok      | 1   |
| Ifjúsági kupagyőztes | 1   |
|                      | 64  |

| 1. csapat            | Eredmény              | 2. csapat        |
| -------------------- | --------------------- | ---------------- |
| Rijnsburgse Boys (A) | 2–1                   | RBC Roosendaal   |
| PSV ifj.             | 0–3                   | PSV              |
| HHC Hardenberg (A)   | 1–1 (h.u., b.p.: 5–3) | Go Ahead Eagles  |
| EHC (A)              | 0–3                   | Fortuna Sittard  |
| IJsselmeervogels (A) | 1–3                   | AGOVV            |
| FC Den Bosch         | 2–1                   | Haarlem          |
| Helmond Sport        | 2–2 (h.u., b.p.: 2–4) | FC Omniworld     |
| SC Cambuur           | 3–3 (h.u., b.p.: 3–0) | FC Zwolle        |
| FC Lisse (A)         | 3–4                   | Achilles '29 (A) |
| Quick Boys (A)       | 0–1                   | Willem II        |
| FC Dordrecht         | 3–2                   | BV Veendam       |
| Be Quick '28 (A)     | 1–2                   | RKC Waalwijk     |
| AZ                   | 3–0                   | Heracles Almelo  |
| De Bataven (A)       | 0–1                   | Excelsior        |
| FC Emmen             | 0–5                   | Twente           |
| Kozakken Boys (A)    | 1–2 (h.u.)            | WKE (A)          |
| Sparta Nijkerk (A)   | 1–2 (h.u.)            | FC Lienden (A)   |
| De Treffers (A)      | 3–4 (h.u.)            | De Graafschap    |
| Spakenburg (A)       | 0–1                   | Telstar          |
| MVV                  | 0–3                   | SC Heerenveen    |
| VVV                  | 2–3 (h.u.)            | FC Volendam      |
| Ajax Amateurs (A)    | 0–2                   | Vitesse          |
| HSC '21 (A)          | 1–2                   | Sparta Rotterdam |
| GVVV (A)             | 1–3                   | NAC Breda        |
| Quick Boys 2 (A)     | 0–3                   | FC Eindhoven     |
| Capelle (A)          | 2–4                   | Roda JC          |
| Feyenoord            | 3–0 (h.u.)            | TOP Oss          |
| Be Quick 1887 (A)    | 0–5                   | NEC              |
| Hollandia (A)        | 2–3                   | FC Groningen     |
| Papendrecht (A)      | 3–3 (h.u., b.p.:)     | Haaglandia (A)   |
| FC Twente ifj.       | 1–4                   | ADO Den Haag     |
| Ajax                 | 2–0                   | FC Utrecht       |

(A) = amatőr klub

ifj = ifjúsági csapat

### Harmadik forduló
A második forduló győztesei jutottak a harmadik fordulóba. A mérkőzéseket 2008. november 11-én, 12-én és 13-án játszották.
Résztvevők
| League         | No. |
| -------------- | --- |
| Eredivisie     | 16  |
| Eerste Divisie | 10  |
| Hoofdklasse    | 6   |
|                | 32  |

| 1. csapat          | Eredmény   | 2. csapat            |
| ------------------ | ---------- | -------------------- |
| Excelsior          | 2–0        | FC Den Bosch         |
| WKE (A)            | 2–4        | De Graafschap        |
| FC Omniworld       | 0–1        | NAC Breda            |
| RKC Waalwijk       | 1–2        | Achilles '29 (A)     |
| NEC                | 1–0 (h.u.) | Rijnsburgse Boys (A) |
| AGOVV              | 2–3        | FC Dordrecht         |
| Roda JC            | 1–0        | Willem II            |
| FC Volendam        | 1–0 (h.u.) | Ajax                 |
| Sparta Rotterdam   | 2–1        | SC Cambuur           |
| FC Eindhoven       | 2–3        | Twente               |
| SC Heerenveen      | 7–0        | Haaglandia (A)       |
| FC Lienden (A)     | 1–0        | Vitesse              |
| ADO Den Haag       | 4–1        | Fortuna Sittard      |
| Telstar            | 0–3        | FC Groningen         |
| AZ                 | 1–0 (h.u.) | PSV                  |
| HHC Hardenberg (A) | 1–51       | Feyenoord            |

(A) = amatőr klub
1A mérkőzés színhelye Emmen volt.

### Negyedik forduló
Ebben a fordulóban az előző kör győztesei játszottak. A mérkőzéseket 2009. január 20-án, 21-én és 28-án játszották.
| 1. csapat        | Eredmény              | 2. csapat         |
| ---------------- | --------------------- | ----------------- |
| FC Dordrecht (1) | 0–1                   | De Graafschap     |
| Feyenoord        | 0–3                   | SC Heerenveen     |
| NEC              | 2–1                   | Sparta Rotterdam  |
| AZ               | 3–0                   | Achilles '29 (A)  |
| Roda JC          | 2–0 (h.u.)            | FC Lienden (A)    |
| FC Volendam      | 3–0                   | SBV Excelsior (1) |
| NAC Breda        | 2–2 (h.u., b.p.: 5–4) | FC Groningen      |
| ADO Den Haag     | 1–5                   | FC Twente         |

(A) = amatőr klub
(1) = másodosztályú klub

### Negyeddöntő
| 2009. március 4. 18:30 | FC Twente       | 1 – 0 (h.u.)            | De Graafschap | De Grolsch Veste, Enschede |
| 2009. március 4. 18:30 | Arnautović 121' | Jegyzőkönyv (hollandul) |               | De Grolsch Veste, Enschede |

| 2009. március 4. 20:45 | SC Heerenveen                      | 3 – 1                   | NEC        | Abe Lenstra Stadion, Heerenveen |
| 2009. március 4. 20:45 | Henrique 38' Ingelsten 74' Elm 77' | Jegyzőkönyv (hollandul) | Schøne 37' | Abe Lenstra Stadion, Heerenveen |

| 2009. március 5. 20:00 | Roda JC                      | 2 – 3 (h.u.)            | FC Volendam               | Parkstad Limburg Stadion, Kerkrade |
| 2009. március 5. 20:00 | Yulu-Matondo 55' De Fauw 67' | Jegyzőkönyv (hollandul) | Bakens 15' Platje 74' 96' | Parkstad Limburg Stadion, Kerkrade |

| 2009. március 5. 20:45 | AZ          | 1 – 2                   | NAC Breda                | DSB Stadion, Alkmaar |
| 2009. március 5. 20:45 | Dembélé 13' | Jegyzőkönyv (hollandul) | Boukhari 55' Lurling 77' | DSB Stadion, Alkmaar |

### Elődöntő
| 2009. április 21. 20:45 | FC Twente                           | 3 – 1                   | NAC Breda   | De Grolsch Veste, Enschede |
| 2009. április 21. 20:45 | Janssen 53' Denneboom 78' Nkufo 86' | Jegyzőkönyv (hollandul) | Lurling 23' | De Grolsch Veste, Enschede |

| 2009. április 22. 20:45 | FC Volendam | 0 – 2               | SC Heerenveen | Kras Stadion, Volendam |
| 2009. április 22. 20:45 |             | Elm 11' Pranjić 84' |               | Kras Stadion, Volendam |

### Döntő
| 2009. május 17. 18:00 CEST | SC Heerenveen        | 2 – 2 (h.u.)            | FC Twente           | De Kuip, Rotterdam Nézőszám: 46 000 Játékvezető: Jan Wegereef |
| 2009. május 17. 18:00 CEST | Popov 27' Kalou 112' | Jegyzőkönyv (hollandul) | Elia 55' Hersi 118' | De Kuip, Rotterdam Nézőszám: 46 000 Játékvezető: Jan Wegereef |

|                                 |       | 11-esekkel                            |  |
| Elm Dingsdag Breuer Kalou Sibon | 5 – 4 | Janssen Nkufo Braafheid Douglas Hersi |  |

## Külső hivatkozás
- Hivatalos oldal (hollandul)